# Homonoea flavescens
Homonoea flavescens là một loài bọ cánh cứng trong họ Cerambycidae.